# エレナ・ホグマン・ポーター

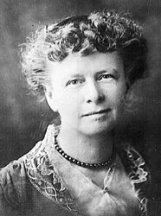
エレナ・ホグマン・ポーター

エレナ・エミリー・ホグマン・ポーター（Eleanor Emily Hodgman Porter、1868年12月19日 - 1920年5月21日）は、アメリカ合衆国の小説家。多くの恋愛小説・家族小説・ギャグ小説を手がけ、中でも「ポリアンナ」シリーズは最大のヒット作になった。

## 生涯
ニューハンプシャー州リトルトン出身。生まれながらに病弱で、高校を中退。療養後に歌手を目指してボストンのニューイングランド音楽院に入学するが結局挫折。
24歳でジョン・ライマン・ポーターと結婚してマサチューセッツ州に移り住み、小説を書き始める。
34歳で『金髪のマーガレット』で小説家デビュー。「ミス・ビリー」シリーズで恋愛小説家としてブレイクする。が、2年後に出版した「ポリアンナ」シリーズで児童小説家として空前のヒットを飛ばし、「ミス・ビリー」シリーズは一気に過去の物となった。
半自伝的小説『スウ姉さん』を出版した1920年、マサチューセッツ州ケンブリッジの自宅で51歳でこの世を去る。遺体は同地のマウント・オーバーン墓地に埋葬され、墓石には『著作を通して幾百万もの人々の人生に光をもたらした人 Who by her writings brought sunshine into the lives of millions』と刻まれた。

## 代表作
- 1907年「金髪のマーガレット("Cross Currents")」（偕成社）

デビュー作で、シリアスな家族小説。
大都会で母と生き別れたマーガレットは、貧民街で荒んだ生活を送り心を閉ざしてしまうが、様々な体験から強く成長する。一方母も、娘を失くした事で心を病むが、孤児への慈善事業を通して豊かな生活の中で見失っていた物を見つけていく。引き裂かれた親子が再び出会う事はあるのか…。
- 1908年「"Turn of the Tide"」

「金髪のマーガレット」の続編。未翻訳。
- 1911年「花ひらくビリー("Miss Billy")」

恋愛小説。初のヒット作。
- 1912年「ビリーの決心("Miss Billy's Decision")」
- 1914年「ビリーの結婚("Miss Billy Married")」

- 1913年「少女パレアナ」／「少女ポリアンナ("Pollyanna")」（角川書店ほか）

コメディ調の家族小説。クリスチャンヘラルド誌で週刊連載されていた。
両親を一度に亡くし叔母の家に引き取られた少女ポリアンナが、父との約束である「よかった探し」を通してベルディングスビル（架空）の町を明るく変えていく。
町に住む変わり者達を通して、かつて母親達の世代に起こった事件を解き明かしていく、謎解き的な面白さも特徴。
- 1915年「パレアナの青春」／「ポリアンナの青春("Pollyanna Grows Up")」（角川書店ほか）

「少女パレアナ」の続編。大幅にギャグ要素が追加された恋愛小説。
前半こそ前作の焼き直しなのだが、パレアナが大人に成長した後半では突飛なギャグで複雑な恋愛模様を笑わせてくれる。
- 1916年「ぼく、デイヴィッド("Just David")」（岩波少年文庫）

バイオリン弾きの少年が周囲の人々を変えて行く。
- 1920年「スウ姉さん("Sister Sue")」（角川書店）

死の翌年に出版された絶筆。「ポリアンナ」シリーズのアンチテーゼ的な作品。
苦労人のスウ姉さんが、屈折の人生を通して本当の愛を見つけていく。
作者の皮肉っぽい毒舌とギャグセンスが光る作品。登場人物の自分勝手な振る舞いが大いに笑わせてくれる。

## 「ポリアンナ」シリーズ
作者であるエレナ自身による作品は2作のみであるが、大ヒットしディズニーで実写映画化された。また作者の死後に数多くのアンソロジーが発表された（「牧場のポリアンナ」、「ポリアンナと金貨」など）。日本でも角川文庫、岩波文庫、偕成社文庫など多数の出版社から翻訳され、『愛少女ポリアンナ物語』としてアニメ化されたことでヒットした。
日本語訳タイトルにの表記にはパレアナ（1930年の村岡花子訳など）とポリアンナ（1960年のディズニー映画で広まった呼び方）が混在しているが、これは原題Pollyannaの発音が、日本語で表記するにはあいまいで捉えにくい音であるためと考えられる（厳密に発音を分析すれば、Pollyannaのpoはポとパの中間ぐらいの音、llyはリとレの中間ぐらいの音である。またannaは、アナまたはアーナとでも表記すべきところで、アンナという日本語のローマ字読みの表記は、英語としては本来正しくない。したがって、原音に忠実な表記としては、パレアナ、パレアーナ、ポリアナ、ポリアーナなどが適切と考えられる。また、パリアナ、ポレアナなどと表記しても、間違いとは言えない）。
主人公の名前「Pollyanna」は、当時アメリカ中の店やホテルの名前になる等のブームになり、ウェブスター英語辞書などに「喜悦」という意味の言葉として掲載されるなど、国際的な単語・心理用語になった。
なお、谷村まち子著の『七色の虹』（昭和30年、ポプラ社）は Pollyanna の翻案小説である。
ヒロインは美知子で、“喜びごっこ”をする。父は貧しい牧師。両親をなくした美知子を叔母がひきとる。195ページからの章「思わぬ災難」で、美知子は自動車にはねられる。

### 出版
原作
| 出版年 | 出版社             | 訳者               | タイトル             | タイトル         |
| ------ | ------------------ | ------------------ | -------------------- | ---------------- |
| 1916年 | 日本基督教興文協会 | 弘中つち子         | パレアナ             |                  |
| 1929年 | 日曜世界社         | 大崎治部           | パレアナ物語         |                  |
| 1930年 | 平凡社             | 村岡花子           |                      | パレアナの成長   |
| 1931年 | 中央公論社         | 村岡花子           |                      | 喜びの本         |
| 1956年 | 教文館             | 山本つち子         | 少女パレアナ         |                  |
| 1962年 | 角川書店           | 村岡花子           | 少女パレアナ         | パレアナの青春   |
| 1966年 | 講談社             | 森本ヤス子         | 少女ポリアンナ       |                  |
| 1974年 | 集英社             | 谷村まち子         | 少女ポリアンナ       |                  |
| 1979年 | ポプラ社           | 岡信子（文）       | しあわせなポリアンナ |                  |
| 1984年 | 小学館             | 村岡みどり         | 少女パレアナ         |                  |
| 1986年 | 偕成社             | 菊島伊久栄         | 少女ポリアンナ       | ポリアンナの青春 |
| 1986年 | 永岡書店           | 平田昭吾（文）     | しあわせのポリアンナ |                  |
| 1989年 | 金の星社           | 片岡しのぶ         | 少女ポリアンナ       |                  |
| 2002年 | 岩波書店           | 谷口由美子         | 少女ポリアンナ       | ポリアンナの青春 |
| 2012年 | 角川書店           | 木村由利子         | 少女ポリアンナ       | ポリアンナの青春 |
| 2015年 | 学研プラス         | 立原えりか（編訳） | 少女ポリアンナ       |                  |

ディズニー映画版
| 出版年 | 出版社 | 著者           | タイトル                            |
| ------ | ------ | -------------- | ----------------------------------- |
| 1963年 | 講談社 |                | 講談社のディズニー童話7 ポリアンナ  |
| 1963年 | 講談社 | 久米元一（文） | 講談社のディズニー絵本37 ポリアンナ |
| 1974年 | 講談社 | 佐山透（文）   | 少年少女ディズニー文庫4 ポリアンナ  |

テレビアニメ版
| 出版年 | 出版社       | 著者               | タイトル                                    |
| ------ | ------------ | ------------------ | ------------------------------------------- |
| 1986年 | 朝日ソノラマ | 飯島たかし         | 世界名作ものがたり 愛少女ポリアンナ物語     |
| 1986年 | 秋田書店     | 中川佳子           | TVアニメ名作コミックス 愛少女ポリアンナ物語 |
| 1986年 | 小学館       |                    | テレビ世界名作 愛少女ポリアンナ物語         |
| 1986年 | 学習研究社   | 久貴千彩子         | 学研ひとりよみ名作 愛少女ポリアンナ物語     |
| 1986年 | ポプラ社     |                    | テレビ名作アニメ劇場 愛少女ポリアンナ物語   |
| 1986年 | 小学館       |                    | 小学館のテレビ名作 愛少女ポリアンナ物語     |
| 1987年 | 角川書店     |                    | 世界名作アニメ全集4巻 愛少女ポリアンナ物語  |
| 2002年 | ぎょうせい   | しまだみちる（文） | 絵本アニメ 世界名作劇場愛少女ポリアンナ物語 |
| 2004年 | 竹書房文庫   | 三田ゆいこ         | 愛少女ポリアンナ物語                        |

### 映像メディア
映画
- 1920年 青春の夢

無声映画。
ポール・パウエル監督、メアリー・ピックフォード主演。
- 1960年 ポリアンナ

デビッド・スウィフト監督、ヘイリー・ミルズ主演。
ディズニー映画。ポリアンナの事故の原因が「木から落下」になるなど、変更点あり。
TVドラマ
- 1982年 ポリアンナの冒険

アメリカでTVドラマ化。
- 2003年 ポリアンナ

イギリスでTVドラマ化。
TVアニメ
- 1986年 愛少女ポリアンナ物語

日本でTVアニメ化。

## 関連事項
- ポリアンナ症候群
- ポリアンナ効果